# Сибетя
Сибетя (яп. 標茶町 Сибэтя-тё:) — посёлок в Японии, находящийся в уезде Каваками округа Кусиро губернаторства Хоккайдо. Площадь посёлка составляет 1099,41 км², население — 8033 человека (30 июня 2014), плотность населения — 7,31 чел./км².

## Географическое положение
Посёлок расположен на острове Хоккайдо в губернаторстве Хоккайдо. С ним граничат посёлки Кусиро, Тесикага, Аккеси, Накасибецу, Бецукай и село Цуруи.

## Население
Население посёлка составляет 8033 человека (30 июня 2014), а плотность — 7,31 чел./км². Изменение численности населения с 1980 по 2005 годы:
| 1980 | 12 297 чел. |  |
| 1985 | 11 633 чел. |  |
| 1990 | 10 701 чел. |  |
| 1995 | 10 015 чел. |  |
| 2000 | 9388 чел.   |  |
| 2005 | 8936 чел.   |  |

## Символика
Деревом посёлка считается дуб, цветком — космея.